# Heilsarmee
Die Heilsarmee ist eine christliche Freikirche mit ausgeprägter sozialer Tätigkeit. Sie nahm im Jahr 1865 in London ihren Anfang und verbreitete sich ab den 1880er Jahren schrittweise über die ganze Welt. Seit 2018 ist sie in 131 Ländern vertreten. Sie ist Mitglied der Weltweiten Evangelischen Allianz.

## Auftrag und Tätigkeit

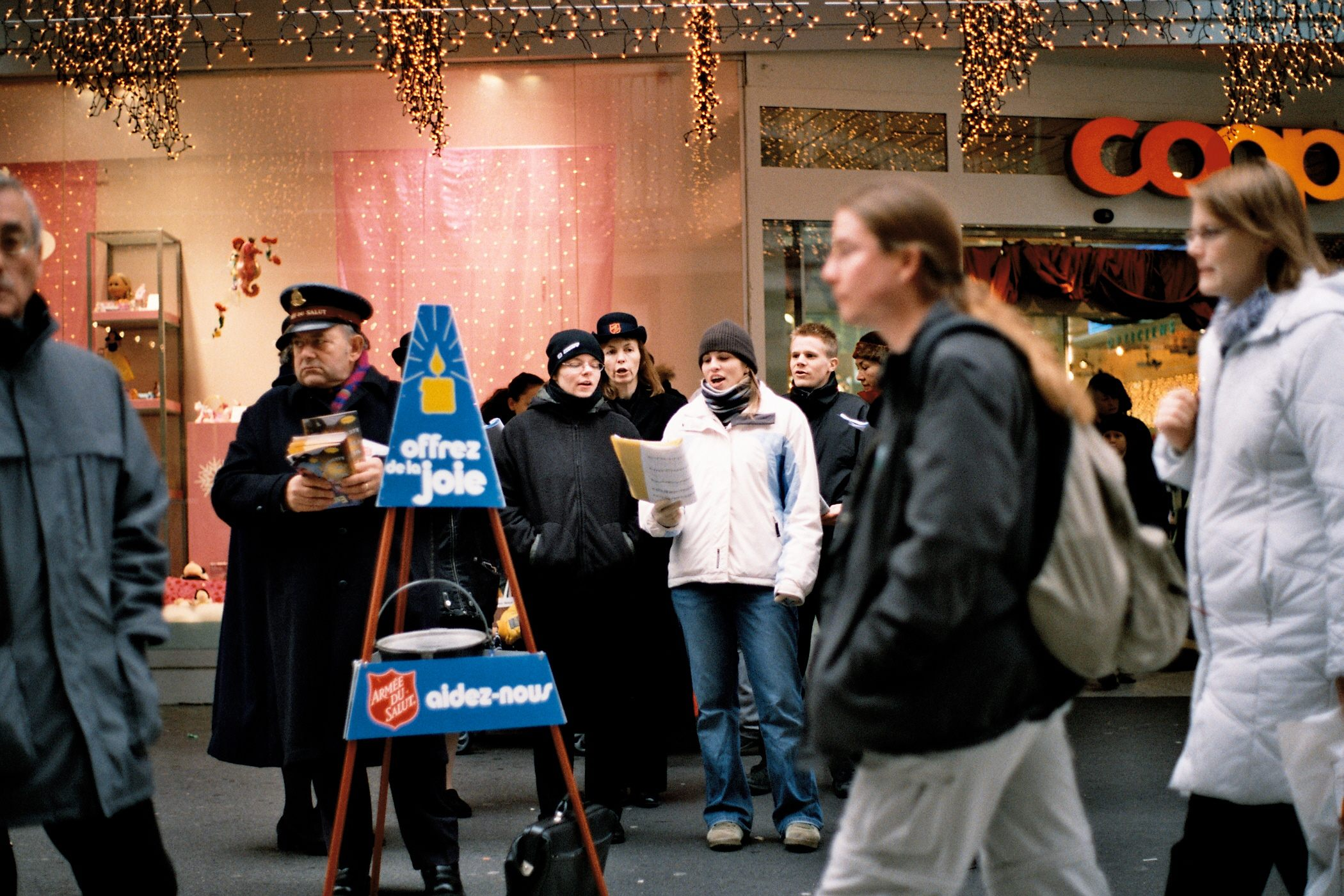
Straßeneinsatz

Die Heilsarmee ist eine internationale Bewegung mit den Arbeitsbereichen Sozialarbeit und christliche Verkündigung, die eng miteinander verbunden sind. Sie ist eine christliche Kirche mit protestantisch-freikirchlicher Prägung und Theologie. Ihre Wurzeln liegen im Methodismus.
Die praktische soziale Tätigkeit umfasst unter anderem Obdachlosenfürsorge, Heime für Kinder, Alte, Alkoholkranke und Behinderte, AIDS-Prävention, Schulen, Krankenhäuser, Katastrophenhilfe, Gefängnisfürsorge und den Internationalen Suchdienst der Heilsarmee für vermisste Familienangehörige. Bekannt sind auch die Brockenhäuser (Gebrauchtwarenläden), deren Einnahmen den Wohlfahrtseinrichtungen zugutekommen.
Die Heilsarmee selbst definiert ihren Auftrag so:

„Die Heilsarmee ist eine internationale Bewegung und Teil der universalen christlichen Kirche. Ihre Botschaft gründet sich auf die Bibel. Ihr Dienst ist motiviert von der Liebe zu Gott. Ihr Auftrag ist es, das Evangelium von Jesus Christus zu predigen und menschlicher Not ohne Ansehen der Person zu begegnen.“

Die Heilsarmee ist in den USA eine anerkannte NRO. Ihre ersten Einsätze waren nach dem Galveston-Hurrikan (1900) und San-Francisco-Erdbeben von 1906.
In Deutschland ist die Heilsarmee eine Körperschaft des öffentlichen Rechts (KdöR) und trägt seit 2017 das Spendenzertifikat des Deutschen Spendenrats.

## Ziele und Glauben
Die Heilsarmee sieht ihre Aufgabe darin, das Evangelium von Jesus Christus zu predigen und menschlicher Not ohne Ansehen der Person zu begegnen. Ihr Dienst ist motiviert von der Liebe zu Gott und ist Folge ihres Verständnisses der Bibel, des Alten und Neuen Testaments. Der Gründer William Booth glaubte, dass viele Christen ihr Heil in Ritualen und nicht in einer Beziehung zu Gott suchten. Deshalb verzichtet die Heilsarmee auf die Sakramente (insbesondere Taufe und Abendmahl) als symbolische und äußerliche Handlung. Sie vertritt hierbei keine „antisakramentale“, sondern eine „asakramentale“ Haltung und teilt die geistliche Bedeutung, die hinter dem symbolischen Akt (Wassertaufe und Abendmahl) steht. Den Mitgliedern der Heilsarmee ist freigestellt, diese in anderen Gemeinschaften zu praktizieren.

## Kirchliches Leben
Neben der bekannteren sozialen und evangelistischen Tätigkeit gibt es in der Heilsarmee auch ein kirchliches Leben mit Sonntagsgottesdienst, Seelsorgedienst, kirchlichen Handlungen, kirchlichem Unterricht (etwa vergleichbar dem Konfirmandenunterricht), Bibelstudium und Gebetszusammenkünften.
Die Heilsarmee hat ein Glaubensbekenntnis auf evangelikaler Grundlage. Ihre uniformierten Mitglieder, die Heilssoldaten und Offiziere, verpflichten sich unter anderem dazu, nach christlichen Maßstäben zu leben, auf Alkohol, Tabak, Drogen, Pornographie und übermäßige Medikamenteneinnahme zu verzichten und sich aktiv in der sozialen und evangelistischen Tätigkeit zu engagieren.
Säuglinge werden – auf Wunsch der Erziehungsberechtigten – bei einer Kindersegnung „geweiht“ (wobei die Erziehungsberechtigten öffentlich versprechen, das Kind „für Gott“ zu erziehen), Jugendliche werden – auf eigenen Wunsch – eingesegnet.

## Geschichte

Gustaf Cederström: Die Heilsarmee. (1886) Das Bild zeigt Katie Booth, Tochter von William Booth, in einer Pariser Kneipe

Der methodistische Pfarrer William Booth lebte im Londoner East End und war erschüttert über das Elend in den dortigen Slums der Frühindustrialisierung. Am 2. Juli 1865 gründete er mit Freiwilligen aus verschiedenen Kirchen die Christliche Erweckungsgesellschaft (englisch Christian Revival Association), die in den darauffolgenden Jahren den Namen mehrmals wechselte. So wurde dann die Ostlondoner Christliche Mission (englisch East London Cristian Mission) daraus und ab 1870 die Christliche Mission, die sich mit dem Motto „Suppe, Seife, Seelenheil“ (“Soup, Soap, Salvation”) daran machte, zu helfen. Im Jahr 1878 wurde der bisherige Name fallen gelassen, und die Bewegung nannte sich offiziell Die Heilsarmee (englisch The Salvation Army). William Booth wurde ihr erster General. Der Kampf der Heilsarmee gegen das Elend und ihre Organisationsform wurden straff militärisch strukturiert – dazu gehörte die Einführung von Rängen, Uniformen und Symbolen.
Booths Ehefrau Catherine Booth unterstützte die Entwicklung der Bewegung. Sie war die intellektuelle Führung der Bewegung und vertrat ihren erkrankten Mann monatelang in der Leitung, organisierte Armenspeisungen, war als ausgezeichnete Predigerin bekannt und setzte sich für verbesserte Arbeitsbedingungen, besonders der Frauen, ein. Schon in der Gründungsakte der Christian Mission wurde festgelegt, dass Frauen die gleichen Rechte (Predigen, Führungspositionen und so weiter) haben wie Männer. So bestand die Heilsarmee schon im 19. Jahrhundert darauf, dass Frauen in allen intellektuellen und gesellschaftlichen Beziehungen Männern gleichgestellt sein sollten. Frauen haben in der Heilsarmee den gleichen Status wie Männer.
Binnen zweier Jahre nach ihrer Umbenennung breitete sich die Heilsarmee auch im Ausland aus. Seit 1882 ist sie in der Schweiz und seit 1886 in Deutschland tätig. Im Jahr 1925 übernahm eine Enkelin der Heilsarmee-Gründer, Mary Booth, das Kommando über die deutsche Heilsarmee.
In Österreich begann ihre Tätigkeit im Jahr 1926, gegründet von Selma Freud. In einem Saal der Methodistenkirche wurde „der Einzug der Heilsarmee in Wien“ gefeiert.
Im Jahr 2017 hat die Heilsarmee als evangelische Freikirche in zwei Provinzen der Volksrepublik China die offizielle Anerkennung durch die örtlichen Behörden erhalten. In den südwestchinesischen Regionen Yunnan und Sichuan darf sie nun unter anderem Katastrophenhilfe leisten, in der Altenpflege tätig sein, Bildungsprogramme durchführen und auf Einladung der offiziellen Vertretung der Protestanten, des Chinesischen Christenrates, in diesen Provinzen an religiösen Aktivitäten mitwirken, was aber ausschließlich zusammen mit staatlich anerkannten Kirchengemeinden stattfinden darf.

## Heilsarmee in Deutschland
Die Heilsarmee in Deutschland startete 1886 in Stuttgart unter Leitung des Schweizers Fritz Schaaff. Mit Eröffnung eines Mädchenheims in Berlin nahm sie am 19. November 1897 die soziale Arbeit in Deutschland auf. Die Bewegung breitete sich schnell aus und wurde eine bekannte Erscheinung im Straßenbild der Großstädte. In der Zeit des Nationalsozialismus war die Tätigkeit der Heilsarmee stark eingeschränkt. In der DDR durften nach 1961 keine Versammlungen mehr durchgeführt werden. In der Bundesrepublik bekam die Heilsarmee den Status einer „Körperschaft des öffentlichen Rechts“. 1961 wurde das Nationale Hauptquartier von Berlin nach Köln verlegt. Nach 1990 war auch in den neuen Bundesländern die Heilsarmee wieder erlaubt und in Leipzig wurde das erste Korps eröffnet. In Deutschland ist die Heilsarmee Mitglied der Vereinigung Evangelischer Freikirchen, der Arbeitsgemeinschaft christlicher Kirchen (ACK) und der Evangelischen Allianz.
Leiter des Heilsarmee-Territoriums Deutschland, Litauen und Polen ist seit 1. September 2022 der Brite Oberstleutnant Cedric Hills. Seine Frau, Oberstleutnant Lyn Hills, ist „Territoriale Präsidentin für Frauenarbeit“.

## Organisation
Die uniformierten Mitglieder werden Salutisten genannt. Die meisten sind ehrenamtliche Heilssoldaten, einige sind Angestellte der Heilsarmee. Die ausgebildeten, hauptamtlichen Geistlichen der Heilsarmee werden Offiziere genannt. Außerdem gibt es eine wachsende Zahl von hauptberuflichen Angestellten der Heilsarmee, die aber nicht zu ihren Mitgliedern zählen.
Oberster Leiter der internationalen Heilsarmee ist ein General, der durch ein Gremium ranghoher Heilsarmee-Offiziere („Hoher Rat“) gewählt wird und dem ein Beirat zur Seite steht. Das Internationale Hauptquartier (IHQ) befindet sich in London. Die internationale Heilsarmee-Arbeit ist in Territorien aufgeteilt, die jeweils Territorialleiter sowie ein territoriales Hauptquartier haben. Das Hauptquartier für Deutschland, Litauen und Polen befindet sich in Köln, die Leitung hat seit Juli 2019 Oberst Hervé Cachelin, das Hauptquartier für die Schweiz, Österreich und Ungarn ist in Bern. Dort befindet sich zugleich das Heilsarmee-Museum.

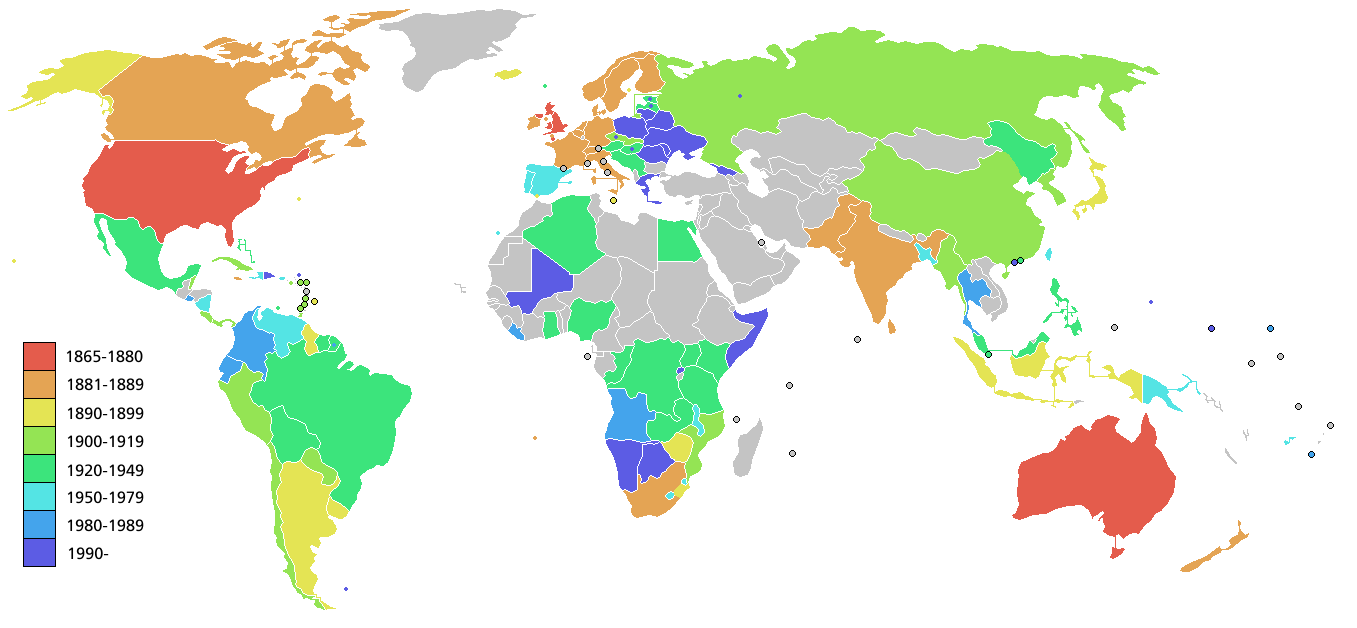
Ausbreitung der Heilsarmee in der Welt

Seit 2018 arbeitet die Heilsarmee in 131 Ländern. Weltweit hat sie etwa 1,7 Millionen Mitglieder, davon über einer Million Heilssoldaten, der Rest sind Rekruten und Mitglieder der Freundeskreise. In über 14.000 Gemeinden, über 3.000 Schulen, 3.600 Sozialinstitutionen, 52 Krankenhäusern und 288 Gesundheitszentren und Kliniken beschäftigt sie über 26.000 Offiziere und mehr als 112.000 Angestellte.
In Deutschland ist die kirchliche Arbeit der Heilsarmee in zwei Distrikte aufgeteilt (NordOst und SüdWest), die jeweils von einem Distriktleiter geleitet werden. Jeder Distriktleiter betreut die Leiter der Ortsgemeinden innerhalb seines Distrikts. Die Ortsgemeinden der Heilsarmee werden als „Korps“ bezeichnet, deren Leiter als „Korpsoffiziere“. Die Sozialarbeit der Heilsarmee in Deutschland (das sogenannte „Sozialwerk“) wird zentral von der „Sozialabteilung“ in Köln geleitet.
Die offizielle Zeitschrift der Heilsarmee in Deutschland heißt „Heilsarmee-Magazin“ (bis 31. Dezember 2007 „Der Kriegsruf“). In der Schweiz heißt die entsprechende Zeitschrift „Trialog“ (de-ch) und „Espoir“ (fr-ch). Die Mitgliederzeitschrift der Heilsarmee in der Schweiz ist der „dialog“/„dialogue“.
Von 1985 an wurden Heilsarmee-Offiziere aus Deutschland, Frankreich, Belgien, Italien, Ungarn und der Schweiz in Basel in einem gemeinsamen Ausbildungszentrum ausgebildet. Seit Sommer 2005 steht die Schule neu unter der Leitung des Schweizer Territoriums. Ihr dreijähriger Bachelorstudiengang wurde durch die Middlesex University validiert und orientiert sich am Bologna-Prozess. Der Ausbildungsgang ist weiterhin für ausländische Studenten offen.
Die Ausbildung der deutschen Offiziere findet seit 2005 wieder in Deutschland statt in Zusammenarbeit mit dem Institut für Gemeindebau und Weltmission (IGW), die das theologische Grundlagenstudium bereitstellt. Der zweijährige Ausbildungsgang besteht aus dieser theologischen Grundausbildung und den Modulen der Offiziersschule, die ebenfalls akkreditiert sind. Die Gesamtausbildung endet nach sieben Jahren mit dem Bachelor of Arts im Studiengang Theologie.

Flagge der Heilsarmee
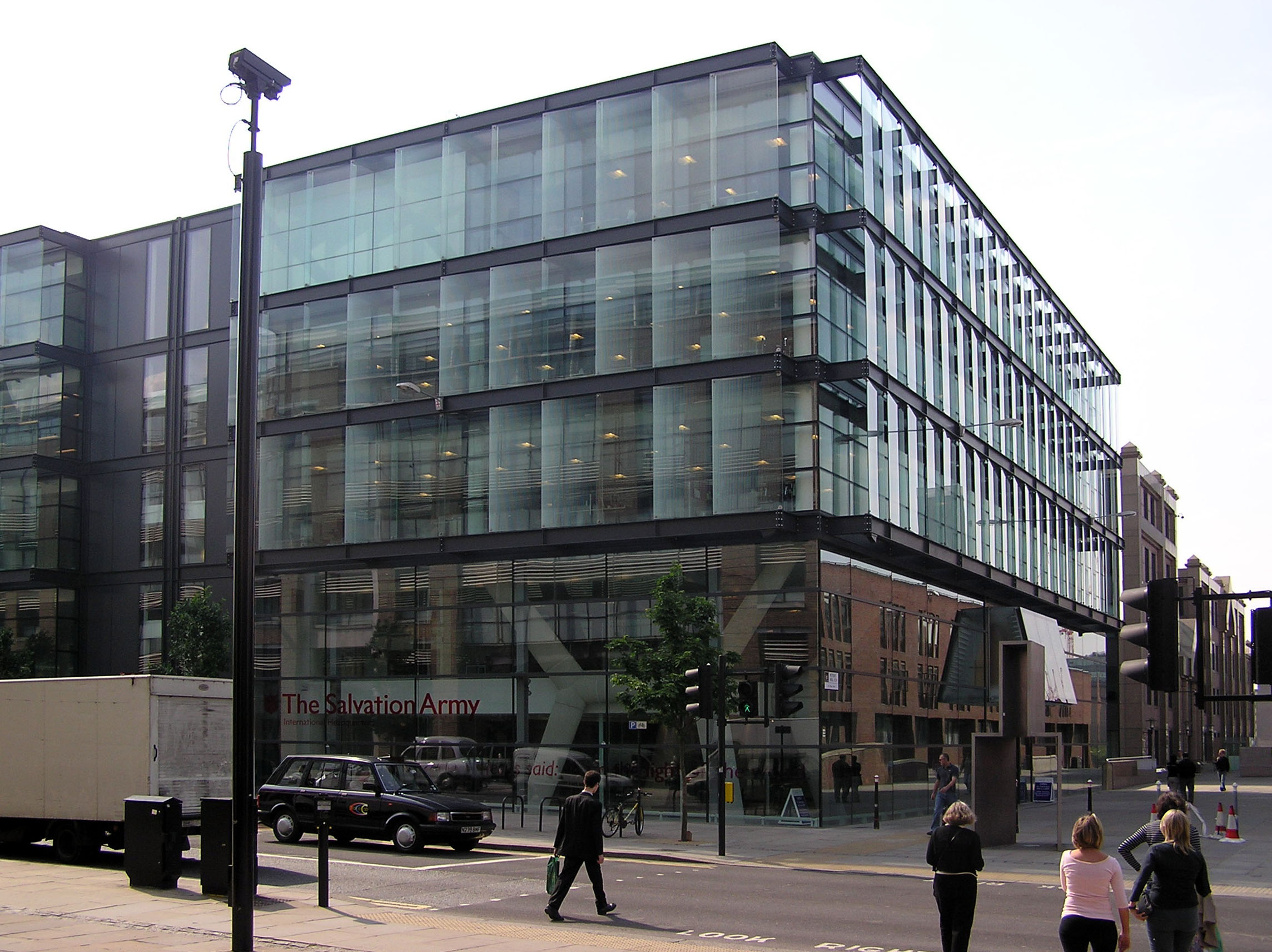
Hauptquartier in London
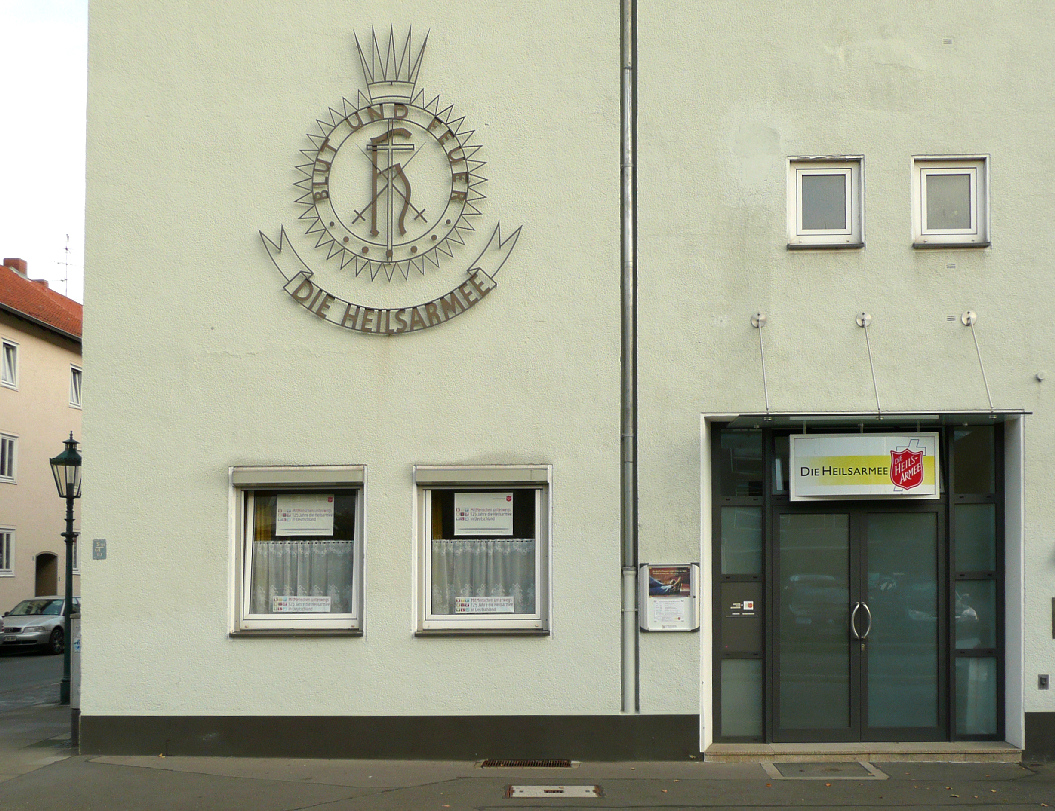
Sitz in Hannover
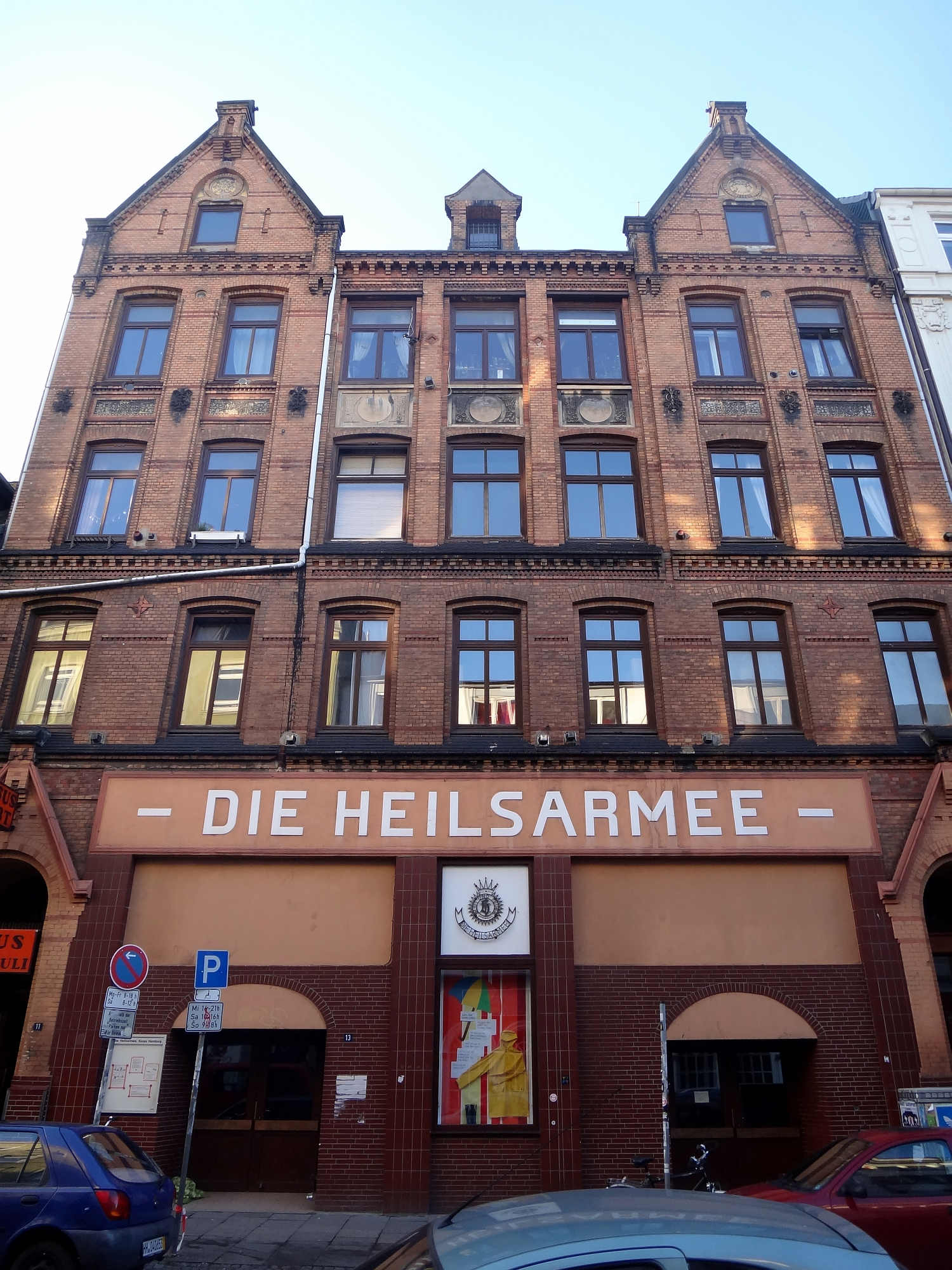
Gebäude im Rotlichtviertel Hamburg-St. Pauli
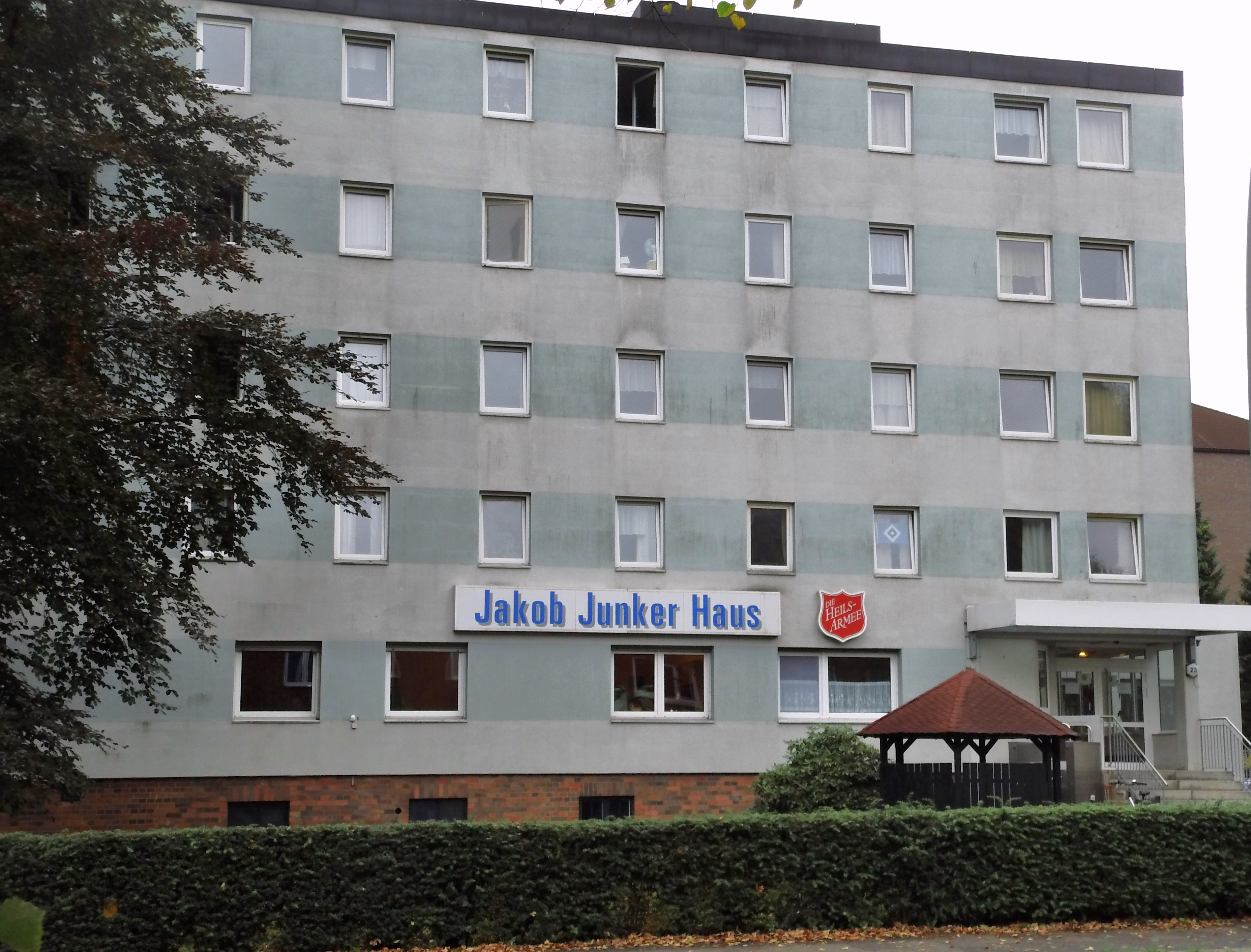
Männerwohnheim der Heilsarmee Hamburg: Jakob-Junker-Haus Groß-Borstel

## Generäle der Heilsarmee
Im Falle einer Vakanz oder vor der Pensionierung des Amtsinhabers wählt der Hohe Rat der Heilsarmee einen neuen General. Der Hohe Rat kann auch den amtierenden General abwählen, wenn dieser seine Aufgaben nicht mehr erfüllen kann. Der Hohe Rat besteht aus dem amtierenden Stabschef, allen aktiven Kommandeuren (mit Ausnahme des Ehepartners des Generals), allen aktiven Landesleitern und Territorialkommandeuren.
Auflistung der Generäle der Heilsarmee mit der jeweiligen Amtszeit:
| - William Booth (Evangelist, Gründer und 1. General der Heilsarmee, 1865–1912) - Bramwell Booth (Ältester Sohn von William Booth, 1912–1929) - Edward J. Higgins (1929–1934) - Evangeline C. Booth (Tochter von William Booth, 1934–1939) - George L. Carpenter (1939–1946) - Albert W. T. Orsborn (1946–1954) - Wilfred Kitching (1954–1963) - Frederick Coutts (1963–1969) - Erik Wickberg (1969–1974) - Clarence Wiseman (1974–1977) - Arnold Brown (1977–1981) | - Jarl Wahlström (1981–1986) - Eva E. Burrows (1986–1993) - Bramwell H. Tillsley (1993–1994) - Paul A. Rader (1994–1999) - John Gowans (1999–2002) - John Larsson (2002–2006) - Shaw Clifton (2006–2011) - Linda Bond (2011–2013) - André Cox (2013–2018) - Brian Peddle (2018–2023) - Lyndon Buckingham (seit August 2023) |

## Ökumene
Die Heilsarmee ist Mitglied in der Arbeitsgemeinschaft Christlicher Kirchen in Deutschland, im Deutschen Komitee des Weltgebetstags und in der Vereinigung Evangelischer Freikirchen. Sie ist Mitglied der Weltweiten Evangelischen Allianz und beteiligt sich auch an ihren Aktionen und Zusammenkünften. Sie war Mitglied des Ökumenischen Rats der Kirchen (ÖRK); die Mitgliedschaft ruht aber seit 1978, da die Heilsarmee die Unterstützung der militanten Befreiungsbewegungen in Südafrika ablehnte. In vielen Gremien und Projekten des ÖRK arbeitet die Heilsarmee aber mit. In der Schweiz ist die Heilsarmee Mitglied der Arbeitsgemeinschaft christlicher Kirchen in der Schweiz (AGCK Schweiz).

## Ähnliche Bewegungen
Der Erfolg der Heilsarmee führte zur Gründung ähnlicher Bewegungen anderer Konfessionen, die sich in der Regel durch die militärische Terminologie und Organisation, sowie durch „Graswurzel“-Sozialarbeit auszeichnen:
- die Church Army der Church of England, wurde bereits 1882 gegründet
- die Legio Mariae der Römisch-Katholischen Kirche, gegründet 1921

## Eurovision Song Contest
Eine Band der Heilsarmee Schweiz hatte sich um die Teilnahme am Eurovision Song Contest beworben. An der Ausscheidung vom 15. Dezember 2012 wurde die Band vom Publikum mit dem Song you and me als Sieger gewählt, um die Schweiz am ESC in Malmö zu vertreten.
Die Organisatoren des ESC verweigerten aber zunächst die Teilnahme, bis sich die Band einen anderen Namen zulegte (Takasa) und zusagte, auf die Uniform beim Auftritt zu verzichten. Die Band qualifizierte sich nicht für das Finale.